# Kleur
Kleur is een eigenschap van licht die wordt bepaald door de verschillende golflengtes waaruit dat licht is samengesteld. Mensen nemen licht waar wanneer elektromagnetische straling met een golflengte tussen 400 en 750 nanometer het oog bereikt. De samenstelling van licht in verschillende golflengten, waardoor mensen verschillende kleuren kunnen zien, wordt het spectrum genoemd. De relatie tussen bovengenoemde natuurkundige definitie van kleur en de kleurervaring, zoals deze zich aan het oog voordoet, wordt door de mens wanneer zij kleuren zien in de hersenen gelegd.

## Natuurkunde

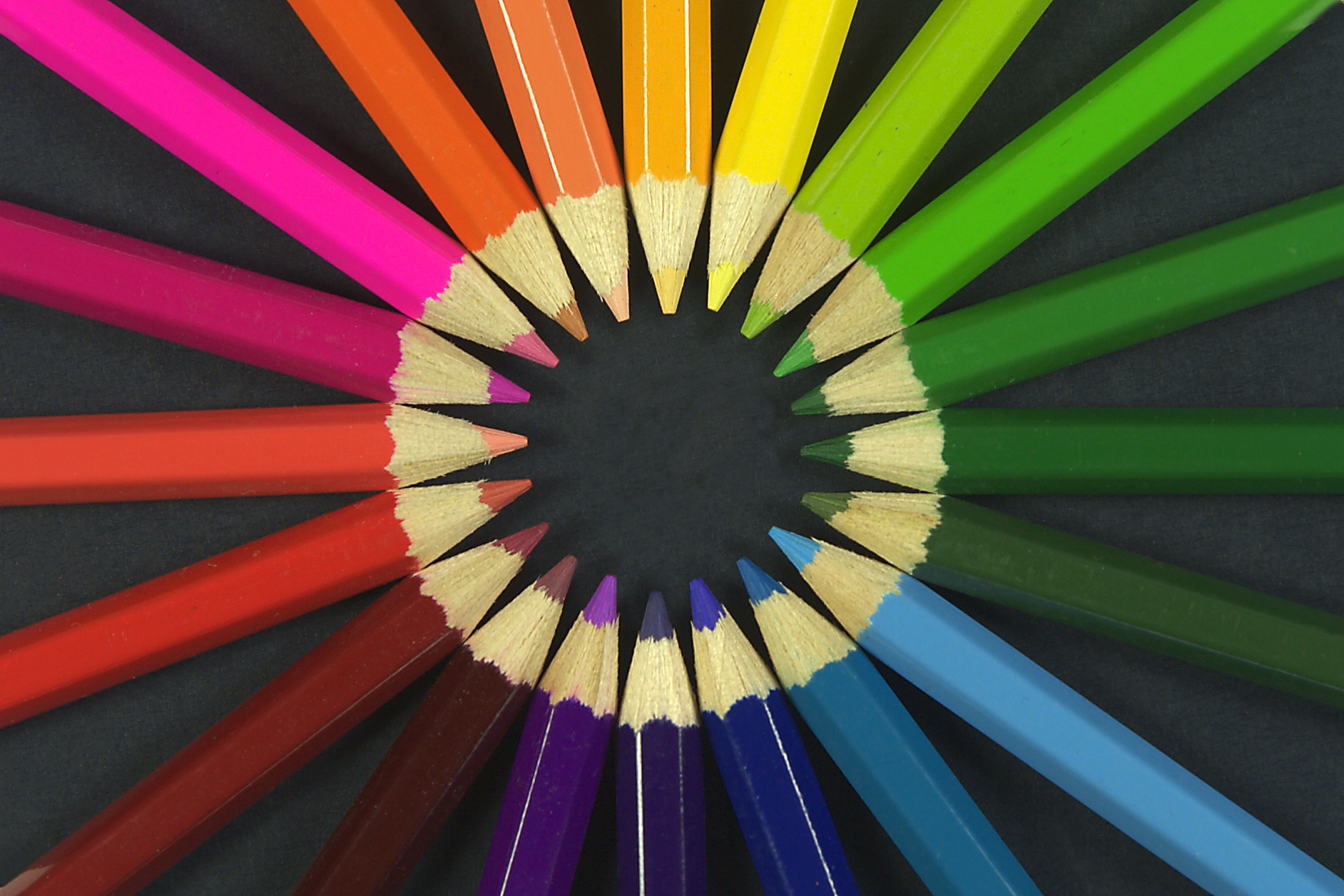
Kleurpotloden

De kleur van het oppervlak van een voorwerp wordt bepaald door het deel van het spectrum dat door dat oppervlak wordt weerkaatst. De overige kleuren worden geabsorbeerd.
Elektromagnetische straling kan verschillen in golflengte en intensiteit. Het daglicht bestaat uit een mengsel van straling van verschillende golflengten. Wanneer deze straling een golflengte binnen de voor mensen waarneembare grens heeft, ongeveer van 400 tot 750 nm, wordt deze straling 'licht' genoemd. De kleur van het licht wordt bepaald door de intensiteit van de verschillende golflengten. Het volledige spectrum van het binnenkomende licht bij een voorwerp bepaalt het visuele voorkomen van het voorwerp, inclusief de kleurwaarneming. Een oppervlak dat alle golflengten volledig absorbeert, wordt zwart genoemd. Een voorwerp dat alle golflengten volledig of bijna volledig weerkaatst, wordt wit genoemd.
Er zijn twee manieren waarop kleuren met elkaar kunnen worden gemengd. Dat zijn de subtractieve en de additieve kleurmenging. Er zijn extraspectrale kleuren, kleuren die niet in het spectrum voorkomen. Extraspectrale kleuren kunnen niet worden gemaakt door het mengen van wit en monochromatisch licht. Het zijn kleuren tussen rood en violet, die ontstaan door rood en blauw licht of beter nog violet licht te mengen. 

### Kleurruimten
Een kleurruimte is een manier om kleuren te beschrijven en ze ermee te ordenen, maar daar zijn verschillende modellen voor. Hoewel zij onderling verschillen, is er overeenkomst tussen de modellen. Bekende modellen zijn het CMYK voor de subtractieve kleurmenging en het RGB-kleursysteem voor de additieve kleurmenging. 
Een regenboog toont een spectrum, zo door Isaac Newton in 1666 genoemd naar het Latijnse woord voor beeld, dat alle kleuren bevat die uit een enkele golflengte van zichtbaar licht bestaan, de monochromatische kleuren. Newton verdeelde het spectrum enigszins willekeurig in zeven kleuren:
| Kleur:           | Rood | Oranje | Geel | Groen | Blauw | Indigo | Violet |
| ---------------- | ---- | ------ | ---- | ----- | ----- | ------ | ------ |
|                  |      |        |      |       |       |        |        |
| Golflengte (nm): | 690  | 610    | 580  | 530   | 470   | 430    | 400    |

Er staan in de hierboven weergegeven tabel niet alle mogelijk kleuren. Het spectrum van kleuren is continu. In hoeveel kleuren een kleurenschaal wordt opgedeeld is afhankelijk van een combinatie van psychobiologische en culturele factoren.
Er wordt onderscheid tussen primaire, secundaire en tertiaire kleuren gemaakt. De primaire kleuren zijn de kleuren waarmee door menging het grootst mogelijke kleurengamma of gamut wordt voortgebracht. Welke de primaire kleuren zijn, is afhankelijk van het gebruikte mengsysteem. Het zijn er steeds maar enkele. Secundaire kleuren ontstaan door menging van twee van de drie primaire kleuren en tertiaire kleuren door menging van drie primaire kleur.

## Fysiologie

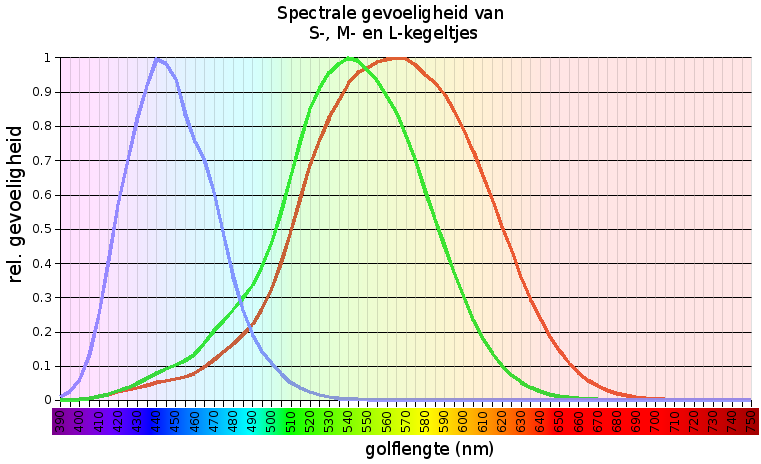
Spectrale gevoeligheid van kegeltjes

De signalen van de verschillende typen lichtgevoelige cellen worden in de visuele cortex, waar de oogzenuw de hersenen bereikt, omgezet in een kleurindruk.
Mensen kunnen overdag kleuren zien en hebben voor het onderscheiden van kleuren in hun netvlies drie verschillende typen lichtgevoelige cellen. Dat zijn de kegeltjes en er zijn S-, M- en L-kegeltjes. De letter geeft een indicatie voor de golflengte van het licht waar zij het meest gevoelig voor zijn: S voor short, M voor medium en L voor long. Elk type kegeltje bevat een ander pigment en is daardoor voor een bepaalde golflengte het meest gevoelig. De krommen die de gevoeligheid van de kegeltjes over het spectrum beschrijven, overlappen elkaar wel grotendeels, zoals in de figuur is aangegeven. Er bevinden zich veel kegeltjes in de gele vlek, een gebied diametraal tegenover het midden van de lens van het oog. Daar is onze gezichtsscherpte dan ook het grootst en heeft het een 'oplossend vermogen': 1 boogminuut. Mensen hebben behalve kegeltjes nog veel meer staafjes in hun netvlies, maar die zijn alleen voor intensiteit gevoelig, niet voor kleuren. Mensen kijken daarmee in het donker.
In de buurt van de toppen van de gevoeligheidskrommen kunnen mensen kleuren van elkaar onderscheiden die maar 1 nm in golflengte van elkaar verschillen. In totaal kunnen mensen tussen de 120 en 160 zuivere kleuren van elkaar onderscheiden, mits ze deze kleuren naast elkaar kunnen zien. Het aantal kleuren dat mensen zonder vergelijkingsmateriaal van elkaar kunnen onderscheiden is veel minder.
Ondanks de hoge beeldscherpte binnen de gele vlek, 1 boogminuut, zijn er aanzienlijk meer beeldpunten nodig om de kleur te herkennen. Het oplossend vermogen voor het waarnemen van kleur komt daarmee op 25 boogminuten. Binnen de gele vlek wordt bij de beeldverwerking voorrang gegeven aan beeldscherpte boven het onderscheiden van kleuren. Als veel stippen met verschillende kleur dicht genoeg naast elkaar gezet worden, nemen we een enkele 'gemiddelde' kleur waar. Dit effect wordt gebruikt bij het pointillisme in de schilderkunst en bij rasteren in druktechnieken van kleurenfoto's en dergelijke.
Monochroom licht kan niet zowel de S-kegeltjes als de L-kegeltjes stimuleren zonder de M-kegeltjes te stimuleren. Dat kan alleen met extraspectrale kleuren. Hiervoor zijn twee verschillende monochromatische kleuren nodig, rood en blauw of violet. Magenta is er een voorbeeld van, magenta licht bestaat niet. Magenta is met subtractieve kleurmenging een primaire kleur en met additieve kleurmenging een secundaire kleur. Magenta is in beide systemen de complementaire kleur van groen.
Hoezeer kleur subjectief van karakter is, blijkt wel uit het verschijnsel kleurenblindheid, het niet goed of geheel niet functioneren van één of meer typen kegeltjes. De meest voorkomende vorm van kleurenblindheid is het niet werken van de L-kegeltjes. Mensen die deze afwijking hebben, zien twee basistinten met verschillende intensiteit en verzadiging: rood is dan een donkere kleur en blauwgroen is grijs.

## Componenten in kleurruimten
Behalve de tint, een eendimensionale grootheid die de kleuren van de regenboog worden genoemd, worden er in de kleurruimte nog twee andere componenten onderscheiden, namelijk de verzadiging, dat is het tegendeel van grijsheid, en de intensiteit, de lichtheid of helderheid.
| Grootheid   | Voorbeeldgradiënt | Bereik                      |
| ----------- | ----------------- | --------------------------- |
| Tint        |                   | van blauw-violet naar groen |
| Verzadiging |                   | van 0 naar 75% verzadiging  |
| Intensiteit |                   | van 0 naar 60% intensiteit  |

De tint wordt bepaald door overheersing van de indruk van een of twee van de drie soorten kegeltjes. Als de indrukken gelijk zijn, is er sprake van een zogeheten achromatische kleur. Deze achromatische kleur kan wit of grijs zijn, al naargelang de intensiteit (volledig of verminderd). Bij zwart is er in zekere zin geen sprake van een echte kleurwaarneming, omdat er geen waarneembaar licht wordt teruggekaatst. Niettemin geldt ook zwart algemeen als een achromatische kleur.
Bij overheersing van L, met andere woorden prikkeling van de L-kegeltjes, wordt de kleur rood waargenomen; als L en M even sterk zijn is dit geel; bij overheersing van M groen; als M en S even sterk zijn cyaan; en bij overheersing van S blauw. Dit zijn de spectrale kleuren, ofwel alle kleuren van de regenboog. Hieraan kan het geval worden toegevoegd dat S en L even sterk zijn, waarmee de kleurencirkel rond is gemaakt met de extraspectrale kleur magenta die nuances van roze en paars (violet) omvat.

### Perceptie van kleuren

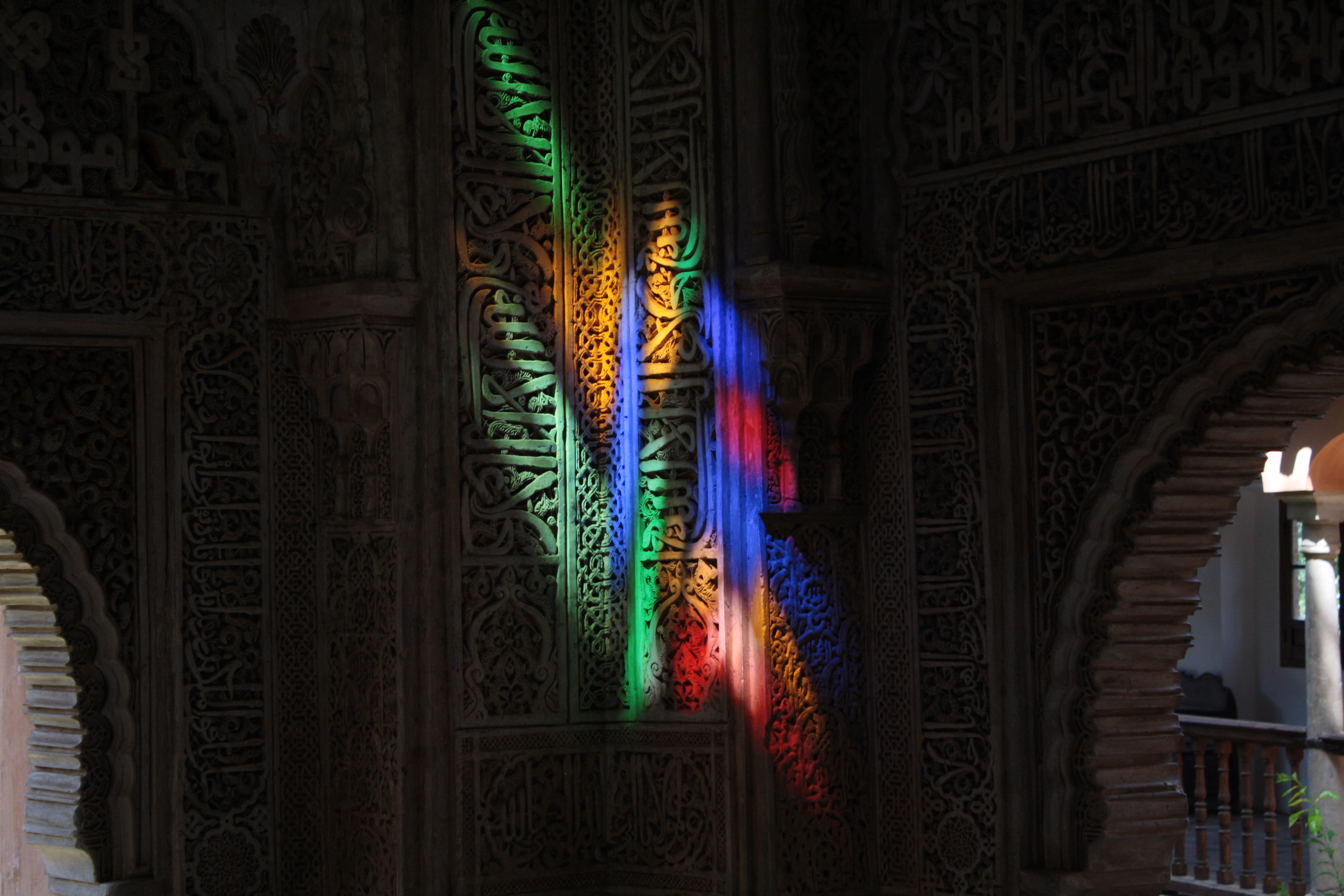
Effect dat voortvloeit uit een gebrandschilderd glazen plafond in het Alhambra

Een kleur is een mengsel van golflengten in verschillende sterkten.
Het menselijk oog kan de verschillende golflengten maar gebrekkig detecteren. Het oog bevat kegeltjes die gevoelig zijn voor drie verschillende frequentiegebieden: rood, groen en blauw. De kegeltjes zijn zelf niet in staat een kleur waar te nemen. De blauwe kegeltjes (juister: de blauwgevoelige kegeltjes) reageren op blauw, maar ook, in mindere mate, op groen licht. Met de blauwe kegeltjes alleen is geen verschil te zien tussen zwak blauw of krachtig groen licht. Er zijn echter nog meer kegeltjes. De groene kegeltjes maken geen onderscheid tussen zwak groen en krachtig blauw licht. Als nu de groene kegeltjes krachtig reageren en de blauwe vrijwel niet, dan wordt een kleur waargenomen die dichter bij groen is dan bij blauw.
Stel dat een monochrome kleur – een enkele golflengte – op een oog wordt gericht met een golflengte van 480 nm, tussen de gevoeligheden van de groene en blauwe kegeltjes in. Dan zullen de groene en de blauwe kegeltjes van het oog even sterk reageren, de rode kegeltjes buiten beschouwing latend. Het oog zal daaruit concluderen dat de kleur ergens halverwege groen en blauw zit. Maar als een mengsel van 440 nm en 540 nm op het oog wordt gericht, dan ziet het oog ongeveer hetzelfde: de blauwe kegeltjes reageren op 440 nm en de groene op 540 nm. Er is geen verschil in tint zichtbaar. Alleen prikkelt het licht met de golflengte van 540 nm de rode kegeltjes meer dan het licht van 480 nm, zodat het totaal als een fletsere kleur wordt ervaren dan het monochromatische licht met de golflengte van 480 nm.
Het oog is, kortom, niet goed in staat onderscheid te maken tussen min of meer zuivere kleuren en een zorgvuldig samengesteld mengsel van kleuren. Het is daardoor vrij gemakkelijk een kleur na te bootsen.

## Kleuren nabootsen
| |  | |
| Subtractief mengen (CMY). Dit ziet men als men drie gekleurde glaasjes over elkaar legt, of als men met verf mengt op wit papier. |  | Additief mengen (RGB). Dit ziet men als men in het donker drie gekleurde lichtstralen over elkaar op een scherm richt. |

Bij schilderijen, kleurenfoto's en kleurentelevisie wordt ernaar gestreefd om de kleuren zo goed mogelijk na te bootsen. Dat betekent dat een afgebeelde kleur niet te onderscheiden is van de kleur van een voorwerp dat in de hand gehouden wordt. De samenstelling van golflengten hoeft echter niet precies dezelfde te zijn: de perceptie van het menselijke oog is gebrekkig. Een televisiescherm, foto of schilderij is in staat drie kleuren weer te geven. De drie kleuren kunnen zo gedoseerd worden dat de drie soorten kegeltjes in het netvlies precies in de gewenste verhouding reageren. De gevoeligheidscurven van de kegeltjes is echter niet bij iedereen gelijk. Zo kan de ene persoon een nagebootste kleur goed vinden, terwijl de ander vindt dat het een slechte nabootsing is.
Om een kleur weer te geven zijn dus drie parameters nodig. Voor additieve menging RGB, voor subtractieve menging CMY (Y van yellow). Op een computer- of televisiescherm wordt gewerkt met de drie kleuren rood, groen en blauw (de RGB waarde, vaak weergegeven door een 3-tupel). Iedere kleur wordt hierbij typisch opgeslagen als een 8-bit parameter. Dit leidt tot 28 = 256 verschillende waarden, wat door de mengeling van RGB kan leiden tot 2563 = 16 777 216 verschillende kleuren. Moderne professionele 10-bit-schermen kunnen 210 = 1 024, 1 0243 = 1 073 741 824 of 1,07 miljard verschillende kleuren weergeven. Dit soort schermen worden vaak echter alleen door professionals aangeschaft en gebruikt. De menging van kleuren op beeldschermen is altijd additief. 
Bij een gedrukte afbeelding zijn de basiskleuren cyaan, magenta en geel. Dit is subtractieve menging.
| R=rood  |  |  | C=cyaan   |  |
| G=groen |  |  | M=magenta |  |
| B=blauw |  |  | Y=geel    |  |
|         |  |  | K=zwart   |  |

De conversie van RGB naar CMY is in principe vrij simpel, want R+C=256, G+M=256 en B+Y=256. Evenwel, de meeste printers gebruiken nog inkt in een vierde kleur, zwart (afgekort met een K). Hiervoor zijn twee redenen: het mengsel van cyaan, magenta en geel levert met de bestaande inktsoorten geen fraaie kleur zwart, en zwart is erg vaak nodig. Daarbij zou het onvoordelig zijn deze kleur steeds door menging samen te stellen.
Een andere wijze van parametrisering is met tint, helderheid en verzadiging. De Engelse afkorting is HLS van hue, lightness en saturation. De helderheid is een gewogen som van rood, groen en blauw: L=0,30×R + 0,59×G + 0,11×B. Deze weging houdt verband met de gevoeligheid van het oog. De tint en de verzadiging worden bepaald met de sinusfunctie (L−B)×sin t + (L−G)*cos t. De tint is de fase van deze functie. Deze is 0° voor zuiver rood, 120° voor zuiver groen en 240° voor zuiver blauw. De verzadiging is de amplitude van de sinusfunctie.

## Kleur en taal
Er komen in het Nederlands verschillende uitdrukkingen en gezegden met kleuren voor.
De manier waarop kleuren gedefinieerd worden, is niet objectief, maar afhankelijk van de taal. In verschillende talen worden de kleuren anders benoemd. Er wordt bijvoorbeeld geen onderscheid gemaakt tussen groen en blauw in het Japans  in tegenstelling tot in Indo-Europese talen. In West-Europa worden lichtblauw (de kleur van de hemel overdag als het onbewolkt is) en donkerblauw als varianten van dezelfde kleur gezien, in tegenstelling tot in het Russisch. Andere voorbeelden zijn het woord 'rose/roze', dat uit het Frans is overgenomen, omdat het in het Nederlands niet bekend was, en het Engelse 'buff', dat in het Nederlands 'geelbruin' of 'vaalgeel' genoemd wordt.
In China wordt een kleur vaak vernoemd naar een object dat die kleur heeft. Zo komt in Chinese talen de letterlijke vertaling sinaasappelkleur voor oranje voor. Er zijn in deze talen geen aparte woorden voor de kleur en de vrucht. 
Er zijn verschillende theorieën over het gebruik van de namen van kleuren in de taal. 
Brent Berlin en Paul Kay ontdekten dat er in talen een verband bestaat tussen het aantal kleuren en die welke benoemd worden. Zo benoemt elke taal eerst het onderscheid tussen zwart en wit, of donker en licht. Als er een derde kleur benoemd wordt, dan is dat rood, terwijl de vierde kleur geel of groen is. Als er vijf kleuren benoemd worden, dan maken zowel geel als groen hier deel van uit. Als er een zesde kleur is, dan is dit blauw, terwijl een eventuele zevende kleur bruin is. Vervolgens komen er roze, oranje, grijs en purper bij. In het benoemen van kleuren zit dus een bepaald patroon dat op voorhand voorspeld kan worden. Dit kan verklaard worden aan de hand van de werking van het menselijk oog, dat sommige kleuren makkelijker waarneemt dan andere. De makkelijkst zichtbare kleuren krijgen het eerst een naam. Waarom een kleur in de ene taal wel en in de andere taal niet een naam heeft, zou te maken hebben met de rijkdom aan woorden in een taal. Hoe verder een taal evolueert, hoe meer kleuren er benoemd worden.
Psycholgen uit het Verenigd Koninkrijk hebben gevonden dat onze hersenen zijn ingesteld op het onderscheiden van vijf kleuren.
Alle talen die überhaupt kleuren een naam geven, sommige culturen benoemen kleuren niet, duiden daar in ieder geval sommige van de objectieve primaire of secundaire kleuren mee aan.

## Kleurcontrasten
Kleurcontrast betekent dat kleuren elkaar kunnen versterken of verzwakken. Er zijn verschillende soorten kleurcontrast. Een veelgebruikte theorie is die van Johannes Itten. Volgens deze theorie zijn er zeven kleurcontrasten. Het eerste kleurcontrast is het licht-donker-contrast, bestaat meestal uit zwart en wit. 
Met andere kleuren kan ook een licht-donkercontrast worden gevormd, bijvoorbeeld met geel en paars. Daarna is er het warm-koudcontrast, waarin vaak de kleuren rood en blauw worden gebruikt. Ook is er nog het complementair contrast, dat is opgebouwd uit de in de kleurencirkel tegenoverstaande kleuren. Als vierde is er het simultaan contrast in zo'n contrast, lijkt het alsof kleuren anders eruitzien op een andere kleur. Bijvoorbeeld bruin is anders op paars dan op groen. Als laatst is er nog het kwaliteit contrast, hierin staat een doffe kleur tegenover een felle kleur.

## Enkele kleurgroepen
- De kleuren van de regenboog: rood, oranje, geel, groen, blauw, indigo, violet
- Primaire kleuren bij kleurendruk: cyaan, magenta, geel en bij voorkeur ook zwart
- Primaire kleuren op een computer- of televisiescherm: rood, groen, blauw
- Diverse tertiaire kleuren: zwart, wit, grijs, bruin, beige, taupe, amber en ook roze
- Haarkleuren: blond, rood of rossig, zwart, bruin, wit, grijs.
- warme kleuren: rood, oranje, geel
- koude kleuren: blauw, indigo, violet, groen

## Varia
In het Nederlands voorkomende achternamen afgeleid van een kleur: De Groen, De Blauw, Van Geel, Roode, De Zwart, De Grijs, Lila, De Bruin, De Wit.

## Lijsten
- Lijst van HTML-kleuren
- Lijst van uitdrukkingen en gezegden met kleuren

## Websites
- (en) Bruce MacEvoy, Light and the eye. Handprint.com (8 januari 2015). Geraadpleegd op 21 april 2025.

primaire kleur · secundaire kleur · tertiaire kleur · complementaire kleur · kleurencirkel · partitieve kleurmenging · kleurcontrast · kleurtemperatuur

kleurcodering · kleurruimte · CIELAB · CMYK · HSL/HLS · HSV/HSB · HTML-kleuren · NCS · Pantone PMS · RAL · RGB · YIQ · YUV · YPbPr